# Polperro
Polperro (v kornštině „Porthpyra“) se nachází v hrabství Cornwall ve Velké Británii. Je to rybářský přístav na jižním pobřeží Cornwallu.

## Etymologie
Jméno vesnice je možná odvozeno od kornského Porthpyra, což znamená přístav muže jménem Pyra. Nicméně švédský profesor angličtiny Eilert Ekwall (1877–1964) název „Pyra“ nepovažoval za jméno osoby a tvrdil, že je to název potoka. Prvními tvary byly Portpira (v roce 1303) a Porpira (v roce 1379).
Kaple sv. Petroka de Porthpyre je zmíněna v roce 1398 a následující tvary jsou zaznamenány z období vlády krále Jindřicha VIII.: kupříkladu název Polpyz je vysvětlován jako „rybí tůňka“, což je pravděpodobně chybný přepis tvaru Polpyr, dalšími tvary byly Poulpirrhe, Poul Pier či Poulpyrre .